# Hotel Bordemer
Hôtel Bordemer est une série télévisée d'animation franco-australienne en 26 épisodes de 12 minutes diffusée en 2004 sur TF1 et Télétoon, réalisée par Charles Sansonetti.
Au Québec, elle a été diffusée à partir du 11 septembre 2004 à la Télévision de Radio-Canada.

## Synopsis
George-Albert Bordemer (fils du propriétaire), premier de la classe et débrouillard, et Rosy (petite-fille du jardinier), chipie curieuse, vivent ensemble des aventures toutes aussi farfelues les unes que les autres, même s'ils s'adorent et se détestent à la fois. Bien souvent, leur l'hôtel est confronté à la concurrence d'un autre auberge et hotel, le Majestop, beaucoup plus grand et beaucoup plus luxueux. Du coup, ils sont incités à se creuser la cervelle, pour trouver des idées leur permettant d'attirer les clients dans leur hôtel et non pas dans ceux des autres.

## Personnages
- Georges-Albert Bordemer (fils de M. Bordemer)
- Rosy (petite-fille de Joseph)
- Henri Bordemer (gérant de l'hôtel)
- Joseph (jardinier de l'hôtel)
- Madame Simone (cuisinière de l'hôtel)
- Guite (femme de chambre)
- Olga (fille de M. Majestop)
- Clovis (ami et parfois ennemi des deux héros, c'est le roi des bêtises)